# Рай (Варминьско-Мазурское воеводство)
Рай (пол. Raj, нем. Paradies) — село в Польше, находятся в Острудском повяте Варминьско-Мазурского воеводства, относится к гмине Моронг.
В 1975—1998 годы административно относилось к Ольштынскому воеводству. Село упоминается в документах с 1372 года, оригинальное название Парадис (нем. Paradies). Во время эпидемии чумы 1709—1711 годов в Моронско-Милаковском округе умерло 860 человек, а в деревне называвшейся Старый Рай умерли все жители. Опустевшие дома разрушились, а от села не осталось и следа. Вероятно, село основано повторно, на новом месте (прежнее называлось «Старый Рай»). В 1782 году в селе было 16 домов, а уже в 1858 году в 26 домашних хозяйствах было 196 жителей. В 1937-39 годах здесь было 217 жителей. В 1973 году село относилось к Моронскому повяту.
В современной Польше есть ещё два населённых пункта с таким же названием: Рай — посёлок в Липском повяте Мазовецкого воеводства, относится к гмине Солец-над-Вислой и Рай — деревня в Картузском повяте Поморского воеводства, относится к гмине Картузы.